# Groene knolamaniet
De groene knolamaniet (Amanita phalloides) is een van de giftigste paddenstoelen ter wereld. In het Engels wordt de paddenstoel death angel of death cap genoemd.

## Kenmerken

### Hoed
De hoed heeft een diameter van 4 tot 12 cm. De hoed is eerst klokvormig en spreidt zich later meer uit. De hoedrand is niet gegroefd. Het centrum kleurt olijfgroen, naar de rand toe wordt de tint bleker. De hoed bevat zelden velumresten. Als er wel velumresten zijn, dan is dit in grote witte plakken.

### Lamellen
De lamellen staan vrij van de steel en zijn buikig en wit, met vaak een groene weerschijn. Deze kleur is een belangrijk kenmerk ter onderscheiding van champignonsoorten, waarmee de knolamanieten verwisseld kunnen worden. 

### Steel
De steel is slank, wit of groenachtig gebandeerd. De steel heeft meestal duidelijk witte schubben. De lengte is ongeveer gelijk aan de hoeddiameter. De steel is voorzien van een manchet (afhangende ring). Deze manchet heeft aan de bovenkant verticale strepen. De knolvormige steelvoet ontspringt uit een vlezige, witte schede. Bij champignons komt dit nooit voor. Jonge exemplaren zijn geheel door een ei-achtige, vlezige beurs omgeven. 

### Geur
De geur van de paddenstoel is honingachtig of weeïg. 

### Sporen
De sporenkleur is wit, een bij andere amanieten ook veel voorkomend kenmerk. De transparante sporen zijn bolvormig tot eivormig, amyloïde (blauwkleurend  met jodium) en meten 8-10,5 × 7-8 µm. De lamellen daarentegen worden bleek lila of roze met geconcentreerd zwavelzuur.

## Leefomgeving
Men vindt de groene knolamaniet meestal in loofbossen en dan vooral onder eiken, beuken, hazelaars en kastanjebomen. De paddenstoel komt voornamelijk voor van juli tot oktober.

## Giftigheid
Het eten van een kleine hoeveelheid (30-50 gram) van deze paddenstoel kan dodelijk zijn door vergiftiging van de lever. De eerste symptomen zijn vaak buitengewoon hevige buikpijn (darmkrampen), braken en diarree. Deze treden zes tot twaalf uur na consumptie op, te laat om nog met uitpompen van de maag in te grijpen, maar het is niet ongewoon dat pas 24 uur na het eten van de paddenstoel de gevolgen zichtbaar worden. De diarree en maagkrampen verdwijnen na een tijdje weer en een latente fase treedt in. Dit is eveneens verraderlijk omdat veel slachtoffers hierdoor nog langer wachten met naar een dokter of ziekenhuis te gaan, omdat ze denken dat het over is.
Periodes van ziek zijn wisselen af met periodes van zich beter voelen. Toch gaat de toestand langzaam achteruit en na enkele dagen verschijnen de symptomen van een leveraandoening. Na vier tot vijf dagen heeft het toxine de lever en de nieren ernstig beschadigd. Omdat de ziekteverschijnselen in eerste instantie nogal algemeen zijn, komt het voor dat patiënten zich relatief laat richting ziekenhuis begeven, waarna zelfs levertransplantatie geen soelaas meer kan bieden.
Het voor de dodelijke gevolgen verantwoordelijke mycotoxine van de groene knolamaniet is alfa-amanitine, dat de werking van RNA-polymerase II blokkeert waardoor de elongatiefase die normaal optreedt bij DNA-transcriptie wordt geblokkeerd. Daarnaast bevat de paddenstoel nog zeven andere toxinen, waaronder phallotoxines. Phallotoxines dragen, vanwege de slechte absorptie na orale inname, maar in beperkte mate bij tot de vergiftigingsverschijnselen.
Ongeveer 15% van de slachtoffers sterft binnen tien dagen na het eten van de paddenstoel. Degenen die het overleven herstellen nooit meer volledig. Twee gevallen na het eten van soep met zelfverzamelde groene knolamaniet worden beschreven in het Nederlands Tijdschrift voor Geneeskunde (2007). Tot het midden van de 20ste eeuw lag het sterftecijfer na consumptie van de groene knolamaniet rond de 70%. Door verbeterde behandelmethodes (waaronder levertransplantatie) is dit sterftecijfer teruggebracht tot 22,4%. Bij kinderen leidt het eten van deze paddenstoel in 51% van de gevallen tot de dood.
Ondanks verbeterde behandelmethodes sterven er in Nederland en daarbuiten nog steeds mensen als gevolg van het eten van groene knolamaniet. Zo stierf in oktober 2009 een 65-jarige vrouw uit Zoutkamp en in september 2010 een 61-jarige man uit Heerlen na het eten van deze paddenstoel. 
De voornaamste reden voor overlijdens ten gevolge van het eten van groene knolamaniet is dat de paddenstoel vaak ten onrechte voor een eetbare champignon wordt aangezien en door verzamelaars wordt geplukt en gegeten. In Centraal- en Oost-Europa (met name Rusland en Oekraïne) vallen ieder jaar slachtoffers omdat het daar gebruikelijk is zelf paddenstoelen in het bos te plukken voor de maaltijd. Slachtoffers hebben nadien aangegeven dat ze de paddenstoel niet eens vies, maar juist erg lekker vonden smaken, waardoor deze nog verraderlijker is.

### Behandeling

#### Eerste behandelingsfase
Direct na de eerste symptomen (of wanneer men zich realiseert dat men een groene knolamaniet heeft geconsumeerd) moet de maag leeggepompt en actieve kool geslikt worden. Een ruime hoeveelheid vocht toedienen is belangrijk om de uitscheiding van amatoxine via de nieren te bevorderen.

#### Antibiotische behandeling
Daarnaast kunnen verschillende bètalactamantibiotica, zoals penicillines en cefalosporines, gebruikt worden. Waarschijnlijk werken deze leverbeschermend bij amatoxine-intoxicatie, maar het exacte werkingsmechanisme is nog niet opgehelderd. Het meest gebruikte middel (86,5% van de gevallen) is benzylpenicilline, dat echter een magere theoretische onderbouwing heeft en waarvan de effectiviteit sterk wordt betwijfeld. Het middel ceftazidim zou veel effectiever zijn. Ceftazidim wordt echter altijd gecombineerd met silibinine.

#### Methode Bastien
De Franse arts Pierre Bastien nam in de jaren 70 van de twintigste eeuw tot driemaal toe vrijwillig een knolamaniet in en claimde dat een vergiftiging succesvol te behandelen valt met een kuur van antibiotica, vitamine C en middelen tegen diarree. Dit experiment werd gepubliceerd in het tijdschrift Annales Médicales de Nancy en later ook in The Lancet.
Het protocol van Bastien houdt in dat na het optreden van de symptomen (of ten laatste maximaal twee dagen na inname) driemaal daags de volgende middelen worden ingenomen:
- 1 gram intraveneus vitamine C
- 2 capsules nifuroxazide
- 2 capsules neomycine

In Franse behandelcentra voor vergiftigingsverschijnselen wordt deze methode nog steeds toegepast. De methode van Bastien kan reeds ontstane schade aan lever en nieren niet ongedaan maken.

#### Tegengif
Het tegengif sensu stricto van plantaardige oorsprong is silibinine, het belangrijkste actieve ingrediënt van silymarine (een gestandaardiseerd extract van de zaden van mariadistel). Het wordt in ongeveer een derde van de vergiftigingsgevallen ingezet. In onderzoek blijkt het duidelijk de overleving na consumptie van groene knolamaniet te verbeteren. Diverse leverenzymen die de toxines uit de paddenstoel verstoorden, kon silibinine herstellen. Ook ging het leverontsteking tegen en induceerde het regeneratieve processen. Zelfs toegediend 48 uur na intoxicatie blijkt silibinine nog zware leverschade te kunnen voorkomen. Silibinine is verkrijgbaar als silibinine dihemisuccinaat. Aanvangsdosis is 5 mg/kg (intraveneus infuus) gedurende 1 uur, gevolgd door 20 mg/kg/dag via een continu infuus gedurende zes dagen totdat de transaminasespiegels genormaliseerd zijn.
Acetylcysteïne (een precursor van glutathion die ook bij vergiftiging door paracetamol wordt ingezet) is statistisch gezien een van de best werkende middelen.
Ook alfaliponzuur wordt al enkele decennia voor de behandeling van amatoxinevergiftiging ingezet. De effectiviteit ervan is echter niet duidelijk vastgesteld en wordt door vele wetenschappers betwijfeld.
Er zijn aanwijzingen voor effectiviteit van vitamine C, meestal gecombineerd met benzylpenicilline.

##### Levertransplantatie
Bij te ver voortgeschreden leverbeschadiging is levertransplantatie vaak nog de enige remedie. Als er niet wordt ingegrepen raakt het slachtoffer in coma, waarna enkele dagen later de dood kan intreden.

### Preventie
Voorkomen is het beste middel tegen een mogelijke vergiftiging. Wie wil plukken dient er voor te zorgen de kennis te bezitten om de groene knolamaniet (en andere giftige soorten) te herkennen. Men kan de paddenstoelen ook laten controleren door iemand die deze kennis zeker bezit. Via de diverse app-stores zijn ook speciale apps verkrijgbaar waarmee paddenstoelen kunnen worden geïdentificeerd door hier een foto van te maken. Deze zijn echter niet betrouwbaar genoeg om uit te sluiten of een paddenstoel al dan niet giftig is voor consumptie. De identificatie hangt volledig af van de kwaliteit van de foto en welke delen wel of niet in beeld zijn. Deze apps vermelden meestal ook zelf dat ze niet gebruikt kunnen worden om eetbare van niet-eetbare paddenstoelen te onderscheiden.

Foto's
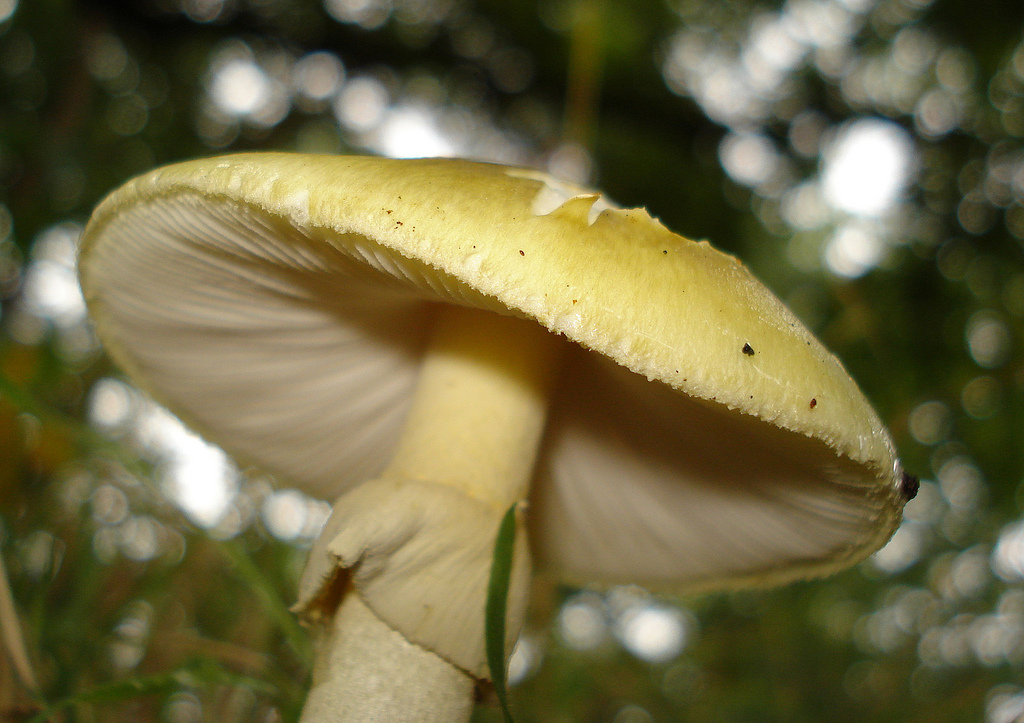
Lamellen en steel met manchet
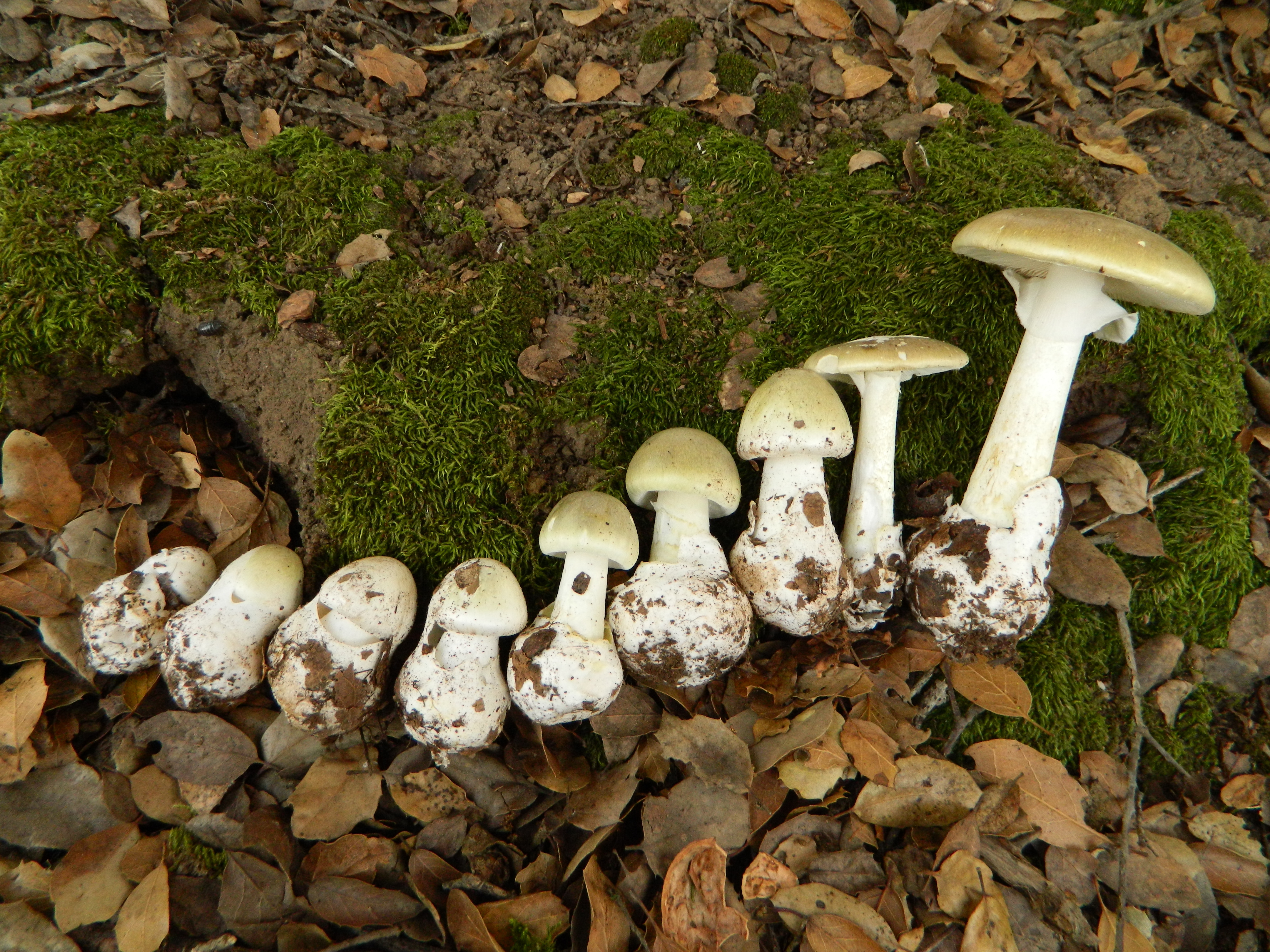
Jong naar oud
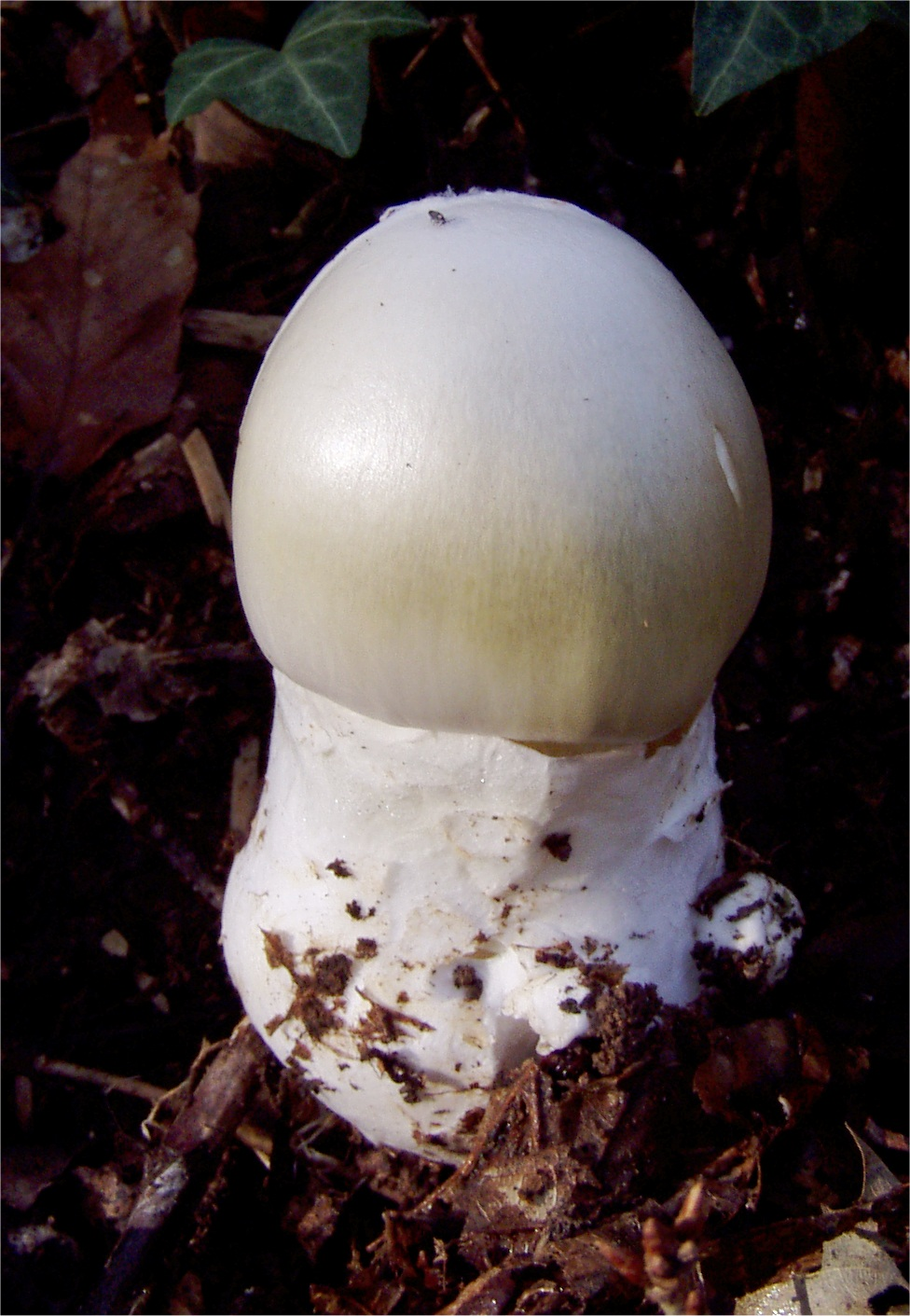
Jong exemplaar